# Tångeråsa distrikt
Tångeråsa distrikt är från 2016 ett distrikt i Lekebergs kommun och Örebro län.
Distriktet ligger sydväst om Fjugesta.

## Tidigare administrativ tillhörighet
Distriktet inrättades 2016 och utgörs av socknen Tångeråsa i Lekebergs kommun.
Området motsvarar den omfattning Tångeråsa församling hade vid årsskiftet 1999/2000.